# チームA 3rd Stage「誰かのために」
『チームA 3rd Stage「誰かのために」』（チームエーサードステージだれかのために）は、AKB48チームA劇場公演の3rd Stageである。
本項では、その後の別チームによる「おさがり」公演についても記述する。また、それぞれの公演を収録したCD・DVDについても記述する。

## 概要
AKB48チームAの3rdステージ公演であり、2006年8月から2007年1月まで行われた。
この演目は、NMB48チーム研究生の1st公演、チームNの1st公演、チームNの2nd公演終了後に行われたリバイバル公演でも使用された。また、JKT48チームJの2nd公演としても使用された。2019年3月からNMB48チームMの3rd公演で使用されている。

## 公演内容

### 曲目
1. overture
（作編曲：尾澤拓実、歌：TAZ）
全AKB48公演共通である。
2. 月見草
（作詞：秋元康、作編曲：後藤次利）
3. Warning
（作詞：秋元康、作曲：エザキマサル、編曲：近田潔人）

作曲のエザキマサルがプロデュースした音楽ユニット「hy4_4yh」の「Nu-Music」が原曲。
4. 誕生日の夜
（作詞：秋元康、作曲：岡田実音、編曲：高島智明）
「涙サプライズ!」発売以前は、メンバーの生誕祭のBGMとして使われていた。
5. Bird
（作詞：秋元康、作曲：森川直紀、編曲：田口智則・稲留春雄）
6. 投げキッスで撃ち落せ!
（作詞：秋元康、作曲：岡田実音、編曲：高島智明）

テレビ東京系『ファイテンション☆デパート』エンディングテーマ
7. 蜃気楼
（作詞：秋元康、作曲：宮島律子、編曲：梅堀淳）
8. ライダー
（作詞：秋元康、作曲：酒井ミキオ、編曲：Funta）
AKB48活動10日目から応援を続けていたが、2006年6月16日にAKB48劇場のあるフロア内で倒れ、同年7月1日に急逝した福原浩文（享年32）を偲んだ楽曲。題名は福原がオートバイで劇場に通い詰めていたことにちなむ[1]。
9. 制服が邪魔をする
（作詞：秋元康、作編曲：井上ヨシマサ）
10. 夏が行っちゃった
（作詞：秋元康、作曲：山崎燿、編曲：梅堀淳）
11. 小池
（作詞：秋元康、作曲：岡田実音、編曲：高島智明）
12. 月のかたち
（作詞：秋元康、作編曲：後藤次利）
13. 誰かのために 〜What can I do for someone?〜
（作詞：秋元康、作編曲：井上ヨシマサ）

『「誰かのために」プロジェクト』テーマ曲

アンコール
1. チームAメドレー
（編曲：梅堀淳）
  1. 会いたかった
（作詞：秋元康、作曲：BOUNCEBACK、編曲：田口智則、稲留春雄）
  2. Dear my teacher
（作詞：秋元康、作曲：岡田実音、編曲：影家淳）
  3. 桜の花びらたち
（作詞：秋元康、作曲：上杉洋史、編曲：樫原伸彦）
  4. スカート、ひらり
（作詞：秋元康、作曲：岡田実音、編曲：影家淳）
  5. AKB48
（作詞：秋元康、作曲：渡辺未来、編曲：高梨康治）
2. 涙売りの少女
（作詞：秋元康、作編曲：井上ヨシマサ）

### 演出
振り付け担当：夏まゆみ

## AKB48 チームA 3rd Stage「誰かのために」公演
公演期間
2006年8月20日 - 2007年1月25日
出演メンバー
板野友美・浦野一美・大江朝美・大島麻衣・折井あゆみ・川崎希・小嶋陽菜・駒谷仁美・佐藤由加理・篠田麻里子・高橋みなみ・戸島花・中西里菜・成田梨紗・平嶋夏海・星野みちる・前田敦子・増山加弥乃・峯岸みなみ・渡邊志穂
ユニット曲担当
- Bird（高橋、大島、篠田）
- 投げキッスで撃ち落せ!（前田、峯岸、板野、成田、平嶋、増山）
- 蜃気楼（小嶋、中西）
- ライダー（浦野、大江、折井、川崎、駒谷、佐藤、戸島、星野、渡邊）
- 制服が邪魔をする（板野、大島、小嶋、篠田、高橋、中西、前田、峯岸）

※ユニット曲ではないが、「小池」は篠田の長台詞がある。

## NMB48

### 公演内容
1. overture（NMB48 ver.）
2. 月見草
3. Warning
4. 誕生日の夜
5. Bird
6. 投げキッスで撃ち落せ!
7. 蜃気楼
8. ライダー
9. 制服が邪魔をする
10. 夏が行っちゃった
11. 小池
12. 月のかたち
13. 誰かのために〜What can I do for someone?〜

アンコール
1. AKB48シングルメドレー
  1. Beginner
（作詞：秋元康　作曲・編曲：井上ヨシマサ）
  2. チャンスの順番
（作詞：秋元康　作曲：小西裕子　編曲：生田真心）
  3. ポニーテールとシュシュ
（作詞：秋元康　作曲：多田慎也　編曲：生田真心）
  4. ヘビーローテーション
（作詞：秋元康　作曲：山崎燿　編曲：田中ユウスケ）
2. NMB48
（作詞：秋元康　作曲：渡辺未来　編曲：高梨康治）
3. 涙売りの少女

リバイバル公演では、「AKB48シングルメドレー」が「絶滅黒髪少女」または「HA!」に、「NMB48」が「北川謙二」または「僕らのユリイカ」にそれぞれ変更された。
- 絶滅黒髪少女
（作詞：秋元康、作編曲：GRAVITY）
- HA!
（作詞：秋元康、作曲：丸谷マナブ、編曲：若田部誠）
- 北川謙二
（作詞：秋元康、作曲：田中俊亮、編曲：野中“まさ”雄一）
- 僕らのユリイカ
（作詞：秋元康、作曲：高田暁、編曲：生田真心）

### NMB48 1期生「誰かのために」公演
公演期間
2011年1月1日 - 2011年3月10日
出演メンバー
太田里織菜・小笠原茉由・門脇佳奈子・岸野里香・木下春奈・近藤里奈・上西恵・白間美瑠・福本愛菜・松田栞・森彩華・山口夕輝・山田菜々・山本彩（キャプテン）・吉田朱里・渡辺美優紀（以上16名が初日メンバー、他のメンバーも交代で出演）
ユニット曲担当
- Bird（山本〈小笠原〉、岸野〈沖田〉、山口〈木下〉）
- 投げキッスで撃ち落せ!（太田〈小谷〉、渡辺〈吉田〉、木下〈篠原〉、近藤〈福本〉、白間〈川上〉、吉田）
- 蜃気楼（山田〈上西〉、小笠原〈近藤〉）
- ライダー（門脇、上西、福本〈小柳・肥川〉、松田、森〈原〉）
- 制服が邪魔をする（山口、山田、岸野〈沖田〉、山本、小笠原、渡辺、近藤、白間〈川上〉）

※ユニット曲ではないが、「小池」は山田の長台詞（大阪弁仕様）がある。

### NMB48 チームN 1st Stage「誰かのために」公演
公演期間
2011年3月21日 - 2011年5月16日
出演メンバー
小笠原茉由・門脇佳奈子・岸野里香・木下春奈・小谷里歩・近藤里奈・篠原栞那・上西恵・白間美瑠・福本愛菜・松田栞・森彩華・山田菜々・山本彩・吉田朱里・渡辺美優紀
ユニット曲担当
- Bird（山本、岸野、木下）
- 投げキッスで撃ち落せ!（小谷、渡辺、篠原、近藤、白間、吉田）
- 蜃気楼（山田、小笠原）
- ライダー（門脇、上西、福本、松田、森）
- 制服が邪魔をする（篠原、山田、岸野、山本、小笠原、渡辺、近藤、白間）

※ユニット曲ではないが、「小池」は山田の長台詞（大阪弁仕様）がある。

### NMB48 チームN 1st Stage「誰かのために」リバイバル公演
公演期間
2012年10月12日 -  2013年10月15日
公演メンバー
市川美織・小笠原茉由・門脇佳奈子・岸野里香・木下春奈・古賀成美・小谷里歩・近藤里奈・篠原栞那・上西恵・白間美瑠・西村愛華・林萌々香・福本愛菜・松田栞・山口夕輝・山田菜々・山本彩・横山由依・吉田朱里・渡辺美優紀
松田は2012年10月28日をもって卒業。横山は2012年8月28日にAKB48チームKとNMB48の兼任が発表されたあと、12月19日付でチームN所属となった。本公演には12月19日の公演から参加。篠原は4月12日をもって卒業。横山由依は4月28日付で兼任解除、5月20日の『横山由依 送る会』が最後となった。山田菜々はチームM移籍、5月20日の『横山由依 送る会』がチームN公演最後の出演。古賀成美、西村愛華は5月20日付で昇格、6月14日の公演から参加。福本は7月1日をもって卒業。市川は4月28日にAKB48チームBとNMB48のチームN兼任が発表されたあと。本公演には9月2日の公演から参加。林は10月13日昇格、千秋楽公演のみ正規メンバーとして参加。

ユニット曲担当
- Bird（山本、岸野、山口）
- 投げキッスで撃ち落せ!（小谷、渡辺、木下、近藤→古賀、白間、吉田）
- 蜃気楼（山田→近藤、小笠原）
- ライダー（門脇、上西、福本、松田→横山→西村→市川、篠原→西村）
- 制服が邪魔をする（篠原、山田→近藤、岸野、山本、小笠原、渡辺、近藤→古賀→林、白間）

※ユニット曲ではないが、「小池」は近藤（2013年5月20日までは山田）の長台詞（大阪弁仕様）がある。

### NMB48 チームM 3rd Stage「誰かのために」公演
公演期間
2019年3月2日 -  
公演メンバー
明石奈津子・石塚朱莉・井尻晏菜・岩田桃夏・鵜野みずき・川上礼奈・久代梨奈・古賀成美・渋谷凪咲・白間美瑠・堀詩音・水田詩織・安田桃寧・山尾梨奈・サポートメンバー

ユニット曲担当
- Bird（山尾、白間、井尻）
- 投げキッスで撃ち落せ!（古賀、出口、安田、水田、堀、明石）
- 蜃気楼（渋谷、久代）
- ライダー（石塚、川上、安部、岩田、鵜野）
- 制服が邪魔をする（白間、渋谷、岩田、安田、川上、堀、山尾、古賀）

※ユニット曲ではないが、「小池」は岩田の長台詞（大阪弁仕様）がある。

## JKT48

### JKT48 チームJ 2nd Stage「誰かのために」公演
インドネシア語での公演名称は「Demi Seseorang」
公演期間
2014年1月18日 - 2015年4月26日（117公演）
出演メンバー（初日メンバー）
アヤナ・シャハブ、ベビー・カエサラ・アナディラ、シンディ・グラ、デリマ・リズキー、デフィ・キナル・プトゥリ、フリスカ・アナスタシア・ラクサニ、ガイダ・ファリシャ、仲川遥香、ジェシカ・ファニア、ジェシカ・フェランダ、メロディー・ヌランダニ・ラクサニ、ナビラ・ラトナ・アユ・アザリア、レズキー・ウィランティ・ディク、センディ・アリアニ、シャニア・ジュニアナタ、ソニア・ナタリア
- すべての曲の歌詞は決め台詞など一部を除きインドネシア語に翻訳されているが、タイトルは「Dareka no Tame ni」などの日本語のローマ字表記である。

ユニット曲担当（初日プログラム）
- Bird（メロディー、デフィ、シンディ）
- 投げキッスで撃ち落せ!（アヤナ、ベビー、ナビラ、ジェシカ・ファニア、シャニア、ソニア）
- 蜃気楼（仲川、ジェシカ・フェランダ）
- ライダー（デリマ、フリスカ、ガイダ、レズキー、センディ）
- 制服が邪魔をする（ナビラ、メロディー、仲川、シャニア、アヤナ、ジェシカ・フェランダ、デフィ、シンディ）

※ユニット曲ではないが、「小池」はジェシカ・フェランダの長台詞（インドネシア語）がある。 
Medley（初日）は、Aitakatta〜Kimi no Koto ga Suki Dakara〜Baby! Baby! Baby!〜Ponytail to Chou-chouの曲順。

### JKT48 チームT 4th Stage「誰かのために」公演
インドネシア語での公演名称は「Demi Seseorang」
公演期間
2017年12月10日 -
出演メンバー（初日メンバー）
アディスティ・ザラ、アドリアニ・エリサベス、イヴ・アントワネット・イヒワン、エリザベス・グロリア・セティアワン、ジナン・サファ・サフィラ、シンディ・ハプサリ・マハラニ・プジアントロ・プトゥリ、タン・ジー・フイ・セリーヌ、チトラ・アユ・プラナジャヤ・ウィブラド、ヌルハヤティ、フィオレタ・ブルハン、フィドリ・インマンダ・アッザフラ、プティ・ナディラ・アザリア、マデ・デヴィ・ラニタ・ニンタラ、メラティ・プトゥリ・ラヘル・セシリア、メロディー・ヌランダニ・ラクサニ、ルート・ダマヤンティ・シタンガン
- すべての曲の歌詞は決め台詞など一部を除きインドネシア語に翻訳されているが、タイトルは「Dareka no Tame ni」などの日本語のローマ字表記である。

ユニット曲担当（初日プログラム）
- Bird（マデ、ジナン、メラティ）
- 投げキッスで撃ち落せ!（アディスティ、エリザベス、イヴ、プティ、ルート、フィオレタ）
- 蜃気楼（メロディー、ヌルハヤティ）
- ライダー（チトラ、アドリアニ、シンディ、フィドリ、タン）
- 制服が邪魔をする（マデ、アディスティ、シンディ、イヴ、メロディー、ヌルハヤティ、タン、フィオレタ）

※ユニット曲ではないが、「小池」はヌルハヤティの長台詞（インドネシア語）がある。
Medley（初日）は、Wink wa Sankai〜Kinou Yori Motto Suki〜Hashire! Penguin〜Iiwake Maybeの曲順。

## スタジオ収録CD
公演曲を公演メンバーがスタジオ収録したものである。

### AKB48 チームA 3rd Stage「誰かのために」（CD）
ジャケット写真（表・再発盤）：篠田麻里子
収録メンバー
板野友美・浦野一美・大江朝美・大島麻衣・折井あゆみ・川崎希・小嶋陽菜・駒谷仁美・佐藤由加理・篠田麻里子・高橋みなみ・戸島花・中西里菜・成田梨紗・平嶋夏海・星野みちる・前田敦子・増山加弥乃・峯岸みなみ・渡邊志穂
収録曲
通常盤・初回限定盤ともに、収録曲は共通。再発盤は、「チームAメドレー」が未収録となっている。
1. overture
2. 月見草
3. Warning
4. 誕生日の夜
5. Bird（歌：高橋、大島、篠田）
6. 投げキッスで撃ち落せ!（歌：前田、峯岸、板野、成田、平嶋、増山）
7. 蜃気楼（歌：小嶋、中西）
8. ライダー（歌：浦野、大江、折井、川崎、駒谷、佐藤、戸島、星野、渡邊）
9. 制服が邪魔をする（歌：板野、大島、小嶋、篠田、高橋、中西、前田、峯岸）
10. 夏が行っちゃった
11. 小池
12. 月のかたち
13. 誰かのために〜What can I do for someone?〜
14. チームAメドレー
  1. 会いたかった
  2. Dear my teacher
  3. 桜の花びらたち
  4. スカート、ひらり
  5. AKB48

15. 涙売りの少女

再発盤に限り、Disc 2に各楽曲のオフヴォーカル版を収録。

### Team N 1st Stage「誰かのために」
収録メンバー
小笠原茉由・門脇佳奈子・岸野里香・木下春奈・小谷里歩・近藤里奈・篠原栞那・上西恵・白間美瑠・福本愛菜・松田栞・山口夕輝・山田菜々・山本彩・吉田朱里・渡辺美優紀
収録曲
1. overture
2. 月見草
3. Warning
4. 誕生日の夜
5. Bird（歌：山本、岸野、山口）
6. 投げキッスで撃ち落せ!（歌：小谷、渡辺、木下、近藤、白間、吉田）
7. 蜃気楼（歌：山田、小笠原）
8. ライダー（門脇、上西、福本、松田、篠原）
9. 制服が邪魔をする（歌：篠原、山田、岸野、山本、小笠原、渡辺、近藤、白間）
10. 夏が行っちゃった
11. 小池
12. 月のかたち
13. 誰かのために〜What can I do for someone?〜
14. 涙売りの少女

## 劇場公演DVD

### チームA 3rd Stage「誰かのために」（DVD）
収録メンバー
板野友美・浦野一美・大江朝美・大島麻衣・折井あゆみ・川崎希・小嶋陽菜・駒谷仁美・佐藤由加理・篠田麻里子・高橋みなみ・戸島花・中西里菜・成田梨紗・平嶋夏海・星野みちる・前田敦子・増山加弥乃・峯岸みなみ・渡邊志穂
収録曲
1. overture
2. 月見草
3. Warning
4. 誕生日の夜
5. Bird（歌：高橋、大島、篠田）
6. 投げキッスで撃ち落せ!（歌：前田、峯岸、板野、成田、平嶋、増山）
7. 蜃気楼（歌：小嶋、中西）
8. ライダー（歌：浦野、大江、折井、川崎、駒谷、佐藤、戸島、星野、渡邊）
9. 制服が邪魔をする（歌：板野、大島、小嶋、篠田、高橋、中西、前田、峯岸）
10. 夏が行っちゃった
11. 小池
12. 月のかたち
13. 誰かのために〜What can I do for someone?〜
  1. チームAメドレー
  2. 会いたかった
  3. Dear my teacher
  4. 桜の花びらたち
  5. スカート、ひらり
  6. AKB48

14. 涙売りの少女

### チームN 1st Stage「誰かのために」（DVD）
収録メンバー
小笠原茉由・門脇佳奈子・岸野里香・木下春奈・小谷里歩・近藤里奈・篠原栞那・上西恵・白間美瑠・福本愛菜・森彩華・山岸奈津美・山田菜々・山本彩・吉田朱里・渡辺美優紀
収録曲
1. overture
2. 月見草
3. Warning
4. 誕生日の夜
5. Bird（歌：山本、岸野、木下）
6. 投げキッスで撃ち落せ!（歌：小谷、渡辺、篠原、近藤、白間、吉田）
7. 蜃気楼（歌：山田、小笠原）
8. ライダー（歌：門脇、上西、福本、山岸、森）
9. 制服が邪魔をする（歌：篠原、山田、岸野、山本、小笠原、渡辺、近藤、白間）
10. 夏が行っちゃった
11. 小池
12. 月のかたち
13. 誰かのために〜What can I do for someone?〜
14. メドレー 
  1. Beginner
  2. チャンスの順番
  3. ポニーテールとシュシュ
  4. ヘビーローテーション

15. NMB48
16. 涙売りの少女

### Dareka no Tame ni（DVD）
劇場公演を収録したDVDと同セットリストの公演曲を収録したCDに加え、誰かのために公演を振り返るブックレットも同封。
収録メンバー
アヤナ・シャハブ、ベビー・カエサラ・アナディラ、デリマ・リズキー、デフィ・キナル・プトゥリ、フリスカ・アナスタシア・ラクサニ、ガブリエラ・マルガレット・ワラオー、ガイダ・ファリシャ、仲川遥香、ジェシカ・ファニア、ジェシカ・フェランダ、メロディー・ヌランダニ・ラクサニ、ナビラ・ラトナ・アユ・アザリア、レズキー・ウィランティ・ディク、センディ・アリアニ、シャニア・ジュニアナタ、ソニア・ナタリア
収録曲
1. OVERTURE
2. Tsukimisou
3. Warning!
4. Tanjoubi no Yoru
5. Bird（歌：メロディー、デフィ、ベビー）
6. Nage Kisu de Uchiotose（歌：アヤナ、ナビラ、ジェシカ・ファニア、シャニア、ソニア、ガブリエラ）
7. Shinkirou（歌：仲川、ジェシカ・フェランダ）
8. Rider（歌：デリマ、フリスカ、ガイダ、レズキー、センディ）
9. Seifuku ga Jama wo （歌：ナビラ、メロディー、仲川、シャニア、アヤナ、ジェシカ・フェランダ、デフィ、シンディ）
10. Natsu ga Ichatta
11. Koike
12. Tsuki no Katachi
13. Dareka no Tame ni
14. Team J Medley（DVDのみ）
  1. Aitakatta
  2. Kimi no Koto ga Suki Dakara
  3. Baby! Baby! Baby!
  4. Ponytail to Chou-chou

15. Namida Uri no Shoujo

## セルフカバーなど
- 制服が邪魔をする（AKB48 2ndシングル）
- 涙売りの少女（AKB48 3rdシングル・カップリング）
- 誕生日の夜（AKB48 1stアルバム）
- 誰かのために 〜What can I do for someone?〜（AKB48 配信限定チャリティーソング）
- NMB48（NMB48 1stアルバム）